# Província d'Ilam
Província d'Ilam (en persa: استان ایلام, en kurd: Parêzgeha Îlamê ,پارێزگای ئیلام) és una de les 31 províncies de l'Iran. Està localitzada en la part occidental del país, compartint 425 km de frontera amb Iraq, i amb les províncies iranianes Kermanshah, Lorestan, i Khuzestan. La ciutat més gran i també la capital provincial és la ciutat de Ilam amb una població 194,030. Segons el cens (2016), la població de la província era 580,158 persones sent la província menys poblada dins Iran. La majoria de la població, aproximadament un 80%, parla diferents dialectes de Kurd, un 10% parla Luri i un 6% Laki.

## Demografia
| Posició | Ciutat       | Pop.    |
| ------- | ------------ | ------- |
| 1       | Ilam         | 194,030 |
| 2       | Dehloran     | 32,941  |
| 3       | Eyvan        | 31,299  |
| 4       | Abdanan      | 23,946  |
| 5       | Darreh Shahr | 21,900  |
| 6       | Mehran       | 17,435  |
| 7       | Sarableh     | 12,393  |
| 8       | Arkavaz      | 11,977  |

## Economia
Amb aproximadament 0.99% de contribució al PIB nacional l'any 2016, Ilam és una de les províncies menys desenvolupades de l'Iran estant en la posició 26è de 31 províncies. Hi predomina la agricultura i la ramaderia en les zones rurals mentre que en les zones urbanes hi predomina comerços especialitzats i serveis públics i privats. La majoria d'activitats econòmiques en la província són enfocades damunt agricultura i animal husbandry en les comunitats rurals; i, comerços especialitzats, públic i serveis privats en nuclis urbans. Respecte la indústria, és quasi inexistent.